# 블라드 야첸코
블라디슬라프 야첸코(우크라이나어: Владислав Яценко; 1983년 8월 출생)는 영국-우크라이나 기업인이자 소프트웨어 엔지니어이다. 그는 영국에서 가장 가치 있는 핀테크 기업인 레볼루트의 공동 창립자이자 CTO이다.
동독에서 우크라이나인 부모님 사이에서 태어난 야첸코는 미콜라우이의 페트로 모힐라 흑해 국립대학교를 졸업했다. 2015년 레볼루트 공동 창립에 앞서 그는 UBS, 크레디트 스위스, 도이체 방크, 세이버 코퍼레이션, 코마르치에서 소프트웨어 엔지니어로 근무했다. 2022년 그의 순자산은 $11억으로 추정되었다.